# Călătorie peste trei mări (film din 1957)
Călătorie peste trei mări (în hindi Pardesi, în rusă Хождение за три моря, transliterat: Hojdenie za tri morea) este un film sovieto-indian din 1957 regizat de Khwaja Ahmad Abbas și Vasili Pronin.  A fost realizat în două versiuni, în limbile hindi și rusă, și este inspirat din jurnalul de călătorie al călătorului rus Afanasie Nikitin, intitulat Călătorie peste trei mări, care este acum considerat un monument literar rus.

## Rezumat
Filmul spune povestea lui Afanasie Nikitin, un negustor rus din secolul al XV-lea, care a călătorit în India (1466–1472) și s-a îndrăgostit de o fată indiană, Champa.

## Distribuție
- Oleg Strijenov — Afanasie Nikitin
- Nargis⁠(d) — Champa
- Padmini — Lakshmi
- Prithviraj⁠(d) — Mahmud Gawan
- Balraj Sahni⁠(d) — Sakharam
- Jairaj⁠(d) — Hasan Beg Khurasani
- David Abraham Cheulkar⁠(d) — Asad Khan
- Achla⁠(d) — mama Champei
- Manmohan Krishna⁠(d) — tatăl Champei
- Rashid Khan⁠(d) — scribul
- Stepan Kaiukov — Evsei Ivanovici
- Nazir Kashmiri⁠(d)
- Iia Arepina — Duniașa

## Muzică
1. „Rasiyaa Re Man Basiyaa Re” – Meena Kapoor
2. „Na Dir Dhin Tana Dere Na, Na Ja Na Ja Balam” – Lata Mangeshkar
3. „Phir Milenge Jane Wale Yar Dusvidaniya” – Manna Dey
4. „So Ja Re Lalna So Ja Re Lalna” – Meena Kapoor
5. „Rim Jhim Rim Jhim Barse Pani Re” – Meena Kapoor, Manna Dey
6. „Jai Jai Ramkrishna Hari, Tujh Me Ram Mujh Me Ram” – Manna Dey
7. „Arre Zara Suno Lagakar Dhyan” (2) – Manna Dey
8. „Arre Zara Suno Lagakar Dhyan, Yaha Jan Me Log Mahan” – Manna Dey

## Recepție

### Lansare
A fost lansat în anul 1958 și a avut parte de un mare succes comercial, fiind vizionat de 20,0 milioane de spectatori în cinematografele din Uniunea Sovietică.

### Aprecieri critice
Criticul Tudor Caranfil a descris acest film drept „o caldă evocare a începutului legăturilor de prietenie dintre popoarele rus și indian”.

### Premii
- Festivalul de Film de la Cannes din 1958 – Palme d'Or – nominalizare[7]
- Premiul Filmfare pentru cea mai bună regie artistică din 1959 – M.R. Acharekar[8]